# Église Notre-Dame de l'Assomption de Houthem (Hainaut)
Pour les articles homonymes, voir église Notre-Dame de l'Assomption de Houthem et Notre-Dame-de-l'Assomption.
L'église Notre-Dame de l'Assomption de Houthem est une église située à Comines-Warneton en province de Hainaut en Belgique, qui l'Église catholique rattache en tant qu'église paroissiale au diocèse de Tournai.

## Histoire
Une première église de style roman est attestée vers 1050. Elle est entourée de douve et sera démolie en 1865. 
En 1868, une nouvelle église de style néogothique est construite. Elle sera détruite lors de la Première Guerre mondiale. 
La reconstruction de la nouvelle église en style néo-roman est achevée en 1925 et est consacrée en 1936. 

## Particularités
- Une fresque de l'Assomption est réalisée par César Walle avec l'aide d'un moine de Maredsous en 1926.
- Les stalles en chêne portent des inscriptions en latin et proviennent de l'église avant la première guerre mondiale.